# جان وود
جان وود (انگلیسی: John Wood؛ ‏ ۵ ژوئیهٔ ۱۹۳۰ – ۶ اوت ۲۰۱۱) یک هنرپیشه اهل بریتانیا بود. وی بین سال‌های ۱۹۵۲ تا ۲۰۰۸ میلادی فعالیت می‌کرد.
از فیلم‌ها یا برنامه‌های تلویزیونی که وی در آن نقش داشته‌است، می‌توان به اورلاندو، نیکلاس و الکساندرا، سابرینا، رز ارغوانی قاهره، شوهر ایده‌آل، آخرین روزهای پمپی، شهروند مجهول، جین ایر، ناپلئون، بانو شاهین، ویکتوریا و آلبرت، قصه‌گو، انتقام شیرین، کشف‌نشده و ریچارد سوم اشاره کرد.